# Сентер (округ Аутегеймі, Вісконсин)
Сентер (англ. Center) — місто (англ. town) в США, в окрузі Автаґемі штату Вісконсин. Населення — 3622 особи (2020).

## Демографія
Згідно з переписом 2010 року, у місті мешкали 3402 особи в 1277 домогосподарствах у складі 1045 родин. Було 1304 помешкання
Расовий склад населення:
| - 98,6 % — білих - 0,3 % — корінних американців - 0,2 % — азіатів - 0,1 % — чорних або афроамериканців |

До двох чи більше рас належало 0,6 %. Частка іспаномовних становила 0,7 % від усіх жителів.
За віковим діапазоном населення розподілялося таким чином: 23,1 % — особи молодші 18 років, 64,7 % — особи у віці 18—64 років, 12,2 % — особи у віці 65 років та старші. Медіана віку мешканця становила 44,3 року. На 100 осіб жіночої статі у місті припадало 109,5 чоловіків;  на 100 жінок у віці від 18 років та старших — 110,7 чоловіків також старших 18 років.
Середній дохід на одне домашнє господарство  становив 86 475 доларів США (медіана — 74 211), а середній дохід на одну сім'ю — 95 235 доларів (медіана — 88 594). Медіана доходів становила 61 494 долари для чоловіків та 42 634 долари для жінок. За межею бідності перебувало 4,4 % осіб, у тому числі 7,9 % дітей у віці до 18 років та 1,6 % осіб у віці 65 років та старших.
Цивільне працевлаштоване населення становило 1967 осіб. Основні галузі зайнятості: виробництво — 22,8 %, освіта, охорона здоров'я та соціальна допомога — 16,4 %, фінанси, страхування та нерухомість — 10,5 %, роздрібна торгівля — 10,2 %.